# Gunnar Finne
Johan Gunnar Finne (né le 4 avril 1886 à Hollola — décédé le 17 septembre 1952) est un sculpteur finlandais,.

## Œuvres majeures

Taru ja totuus, 1932, Helsinki.

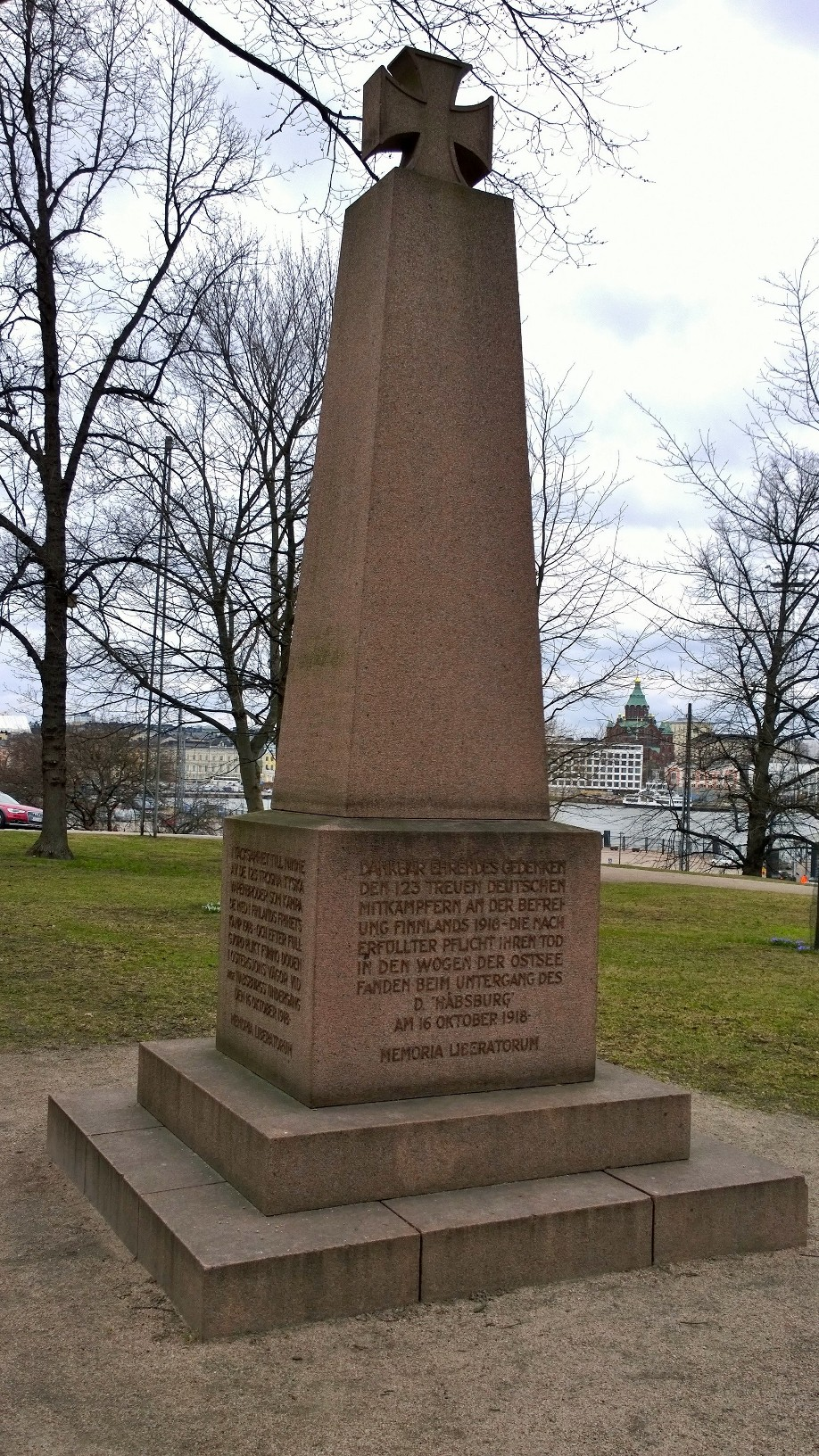
Mémorial du bateau à vapeur Habsbourg, 1939, Helsinki.

- Relief de la façade de la Chapelle Alfred Kordelin à Rauma (1921)
- Fontaine Gustav Albert Petrelius (fi) à Turku (1924)
- Taru ja totuus, Mémorial à Zacharias Topelius, Esplanadi à Helsinki (1929-1932)
- Statue aux héros de la guerre de l'église d'Hollola, (1941)
- Statue aux héros de la guerre à Karkkila (1948)
- Uhriliekki, Statue aux héros de la guerre à Jyväskylä, (1922)

## Prix et récompenses
- Pro Finlandia, 1951